# Хованщина (фільм)
«Хованщина» — радянський художній фільм 1959 року, екранізація однойменної опери Модеста Мусоргського. Фільм був номінований на здобуття премії «Оскар» за найкращу музику в 1962 році.

## Сюжет
Хованщина — короткий період всевладдя в Москві князя Івана Хованського, призначеного царівною Софією після стрілецького бунту начальником стрілецького приказу, який користувався величезною популярністю: стрільці навіть називали його «батьком». Дію фільму може бути віднесено до першої половини вересня 1682 року (безпосередньо перед падінням і загибеллю Хованського). Як і однойменна опера, сюжет фільму дуже сильно відступає від історичних реалій.

## У ролях
- Олексій Кривченя —  князь Іван Хованський, начальник стрілецького приказу
- Антон Григор'єв —  князь Андрій Хованський, син Івана Хованського
- Євген Кибкало —  боярин Шакловитий
- Марк Рейзен —  Досіфей
- Кіра Леонова —  Марфа
- Володимир Петров —  князь Василь Голіцин
- Олексій Масленников —  Кузька, молодий стрілець
- Вівея Громова —  Емма, дівчина з німецької слободи
- Віктор Нечіпайло —  народний ватажок
- Лілія Гриценко —  Сусанна, розкольниця
- Майя Плісецька —  полонена персидка
- М. Захаров — піддячий
- Сергій Бекасов —  піддячий
- Г. Панков —  пастор
- Ф. Фокін —  Варсонофій, довірена особа князя Голіцина
- Т. Черняков —  клеврет князя Голіцина
- Ю. Дементьєв —  боярин Стрешнєв

## Знімальна група
- Режисер: Віра Строєва
- Сценарист: Дмитро Шостакович
- Композитор: Модест Мусоргський
- Художник: Олександр Борисов
- Оркестр, хор, балет: Державного академічного Великого театру СРСР
- Диригент: Євген Свєтланов
- Балетмейстер: Сергій Корень
- Хормейстер: Олександр Хазанов
- Концертмейстер: Соломон Бріккер